# Rocket (lokomotiva)

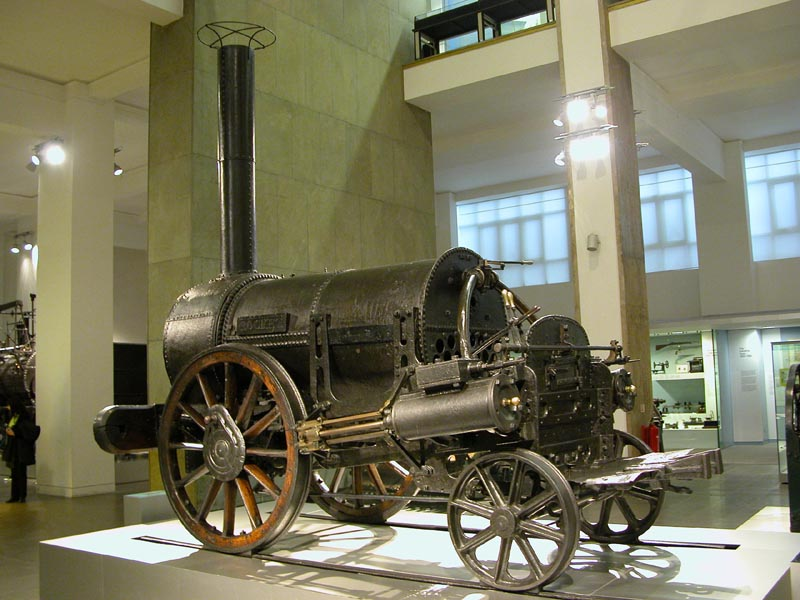
Lokomotiva ROCKET po přestavbě je uchována v londýnském Science museum (rekonstrukcí v roce 1830 vznikl zcela odlišný stroj).

Rocket (Raketa) je parní lokomotiva konstruktéra Roberta Stephensona, postavená v roce 1829. Znamenala předěl v historii kolejové dopravy. Její konstrukce obsahovala řadu tehdy převratných prvků, které se uplatňovaly ve stavbě parních lokomotiv po celou dobu, kdy byly vyráběny. O její stavbu se podle pozdějších zjištění významně zasloužil i Robertův otec George Stephenson. Vzhledem k její konstrukci se lokomotiva dočkala několika označení jako první:
| „                                                                      | Stephensonova Rocket, první vysokorychlostní lokomotiva. | “ |
| — Angus Sinclair: dostupné online Development of the locomotive engine |                                                          |   |

| „                                                | Raketa byla první skutečně „moderní“ lokomotivou s trubkovým kotlem a umělým tahem. | “ |
| — Franco Tanel: Železnice ISBN 978-80-7209-945-0 |                                                                                     |   |

Označením moderní se míní trubkový kotel, vytvoření umělého tahu vypouštěním páry do komína, rozvod páry pomocí výstředníků aj.

## Konstrukce
Rocket byla dvounápravová lokomotiva s jedním hnacím a jedním běžným dvojkolím, s dvojčitým parním strojem s jednoduchou expanzí na mokrou páru. V lokomotivě Rocket byl použit vícetrubkový kotel, který je mnohem účinnější a efektivnější pro přenos tepla mezi spalinami a vodou, předchozí lokomotivní kotle byly konstruovány pouze jako plamencové (jedna trubka obklopená vodou).
V lokomotivě Rocket byl použit válcový kotel s 25 měděnými kouřovými trubkami o průměru 75 mm. Oproti předchozím řešení s jediným plamencem tak výrazně vzrostla výhřevná plocha kotle a tím i množství vyvinuté páry (výkon kotle na jednotku objemu). Skříňový kotel byl oddělen od válcového kotle, pouze jejich vodní prostory byly propojeny měděnými komunikačními trubkami. Na válcový kotel navazoval vpředu komín (ještě bez dýmnice) s dyšnou, v níž výfuková pára z válců vyvolává umělý tah a tím zlepšuje odtah z topeniště. O vynález dyšny se vedly spory mezi sirem Goldsworthy Gurneyem a Timothy Hackworthem.
Rocket měla dva válce nakloněné o 35° stupňů vzhůru z vodorovné polohy. Většina předchozích typů lokomotiv měla válce umístěné svisle, což způsobovalo nerovnoměrný kymácivý pohyb lokomotivy. Písty působily přes klikový mechanismus na hnací kola průměru 1,4 m. Kola běžného dvojkolí měla průměr 0,76 m. Uspořádání náprav bylo tedy (podle značení): A1 1/2 0-2-2.
Ačkoliv byla Rocket konstrukčně velmi podařeným strojem, byla již v roce 1830 přestavěna tak, že válce byly přemístěny do téměř vodorovné polohy se sklonem 8°. Dále bylo osazeno nové topeniště, dýmnice, železná kola běžného dvojkolí a další úpravy. Lokomotiva také dostala nový tendr.

## Autoři konstrukce
Později se vyskytly dohady, kdo je skutečným konstrukčním otcem lokomotivy. George Stephenson navrhl několik lokomotiv již dříve, ale ne tak dokonalých jako Rocket. V době, kdy byla Rocket navržena a postavena, byl ve Forth Banks Works a žil v Liverpoolu, kde dohlížel na budování tratě z Liverpoolu do Manchesteru. Jeho syn Robert Stephenson se nedávno vrátil z pracovní stáže v Jižní Americe a pokračoval jako výkonný ředitel společnosti Robert Stephenson and Company. Náplní jeho práce bylo navrhování a výroba nových lokomotiv. Přestože byl v častém kontaktu se svým otcem Georgem v Liverpoolu a pravděpodobně použil jeho návrhy, nelze asi připsat konstrukci pouze Robertu Stephensonovi. Třetí osoba, která má významný podíl na konstrukci lokomotivy je Henry Booth, pokladník Liverpool and Manchester Railway, který věřil jejich konstrukčním schopnostem, a navrhl Robertu Stephensonovi, že by měl použít vícetrubý kotel.

## Galerie
Fotografie z expozice: National Railway Museum York

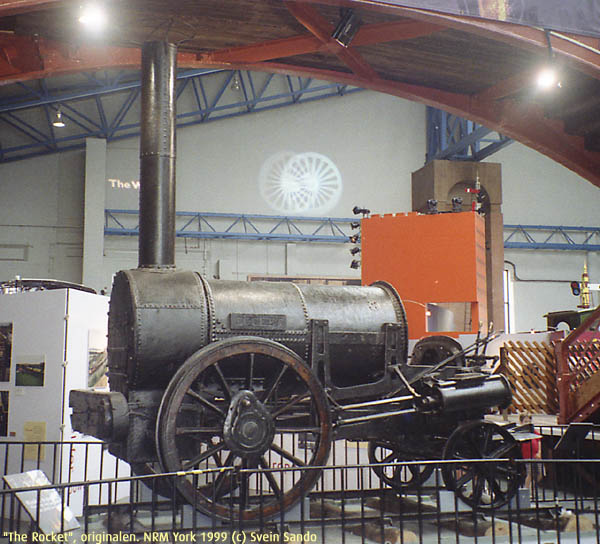
ROCKET National Railway Museum, York
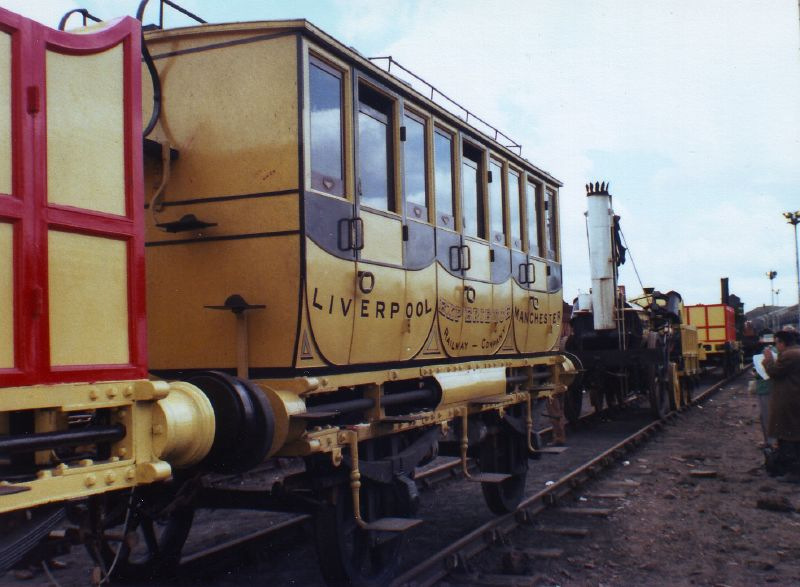
Replika vlakové soupravy Manchester-Liverpool
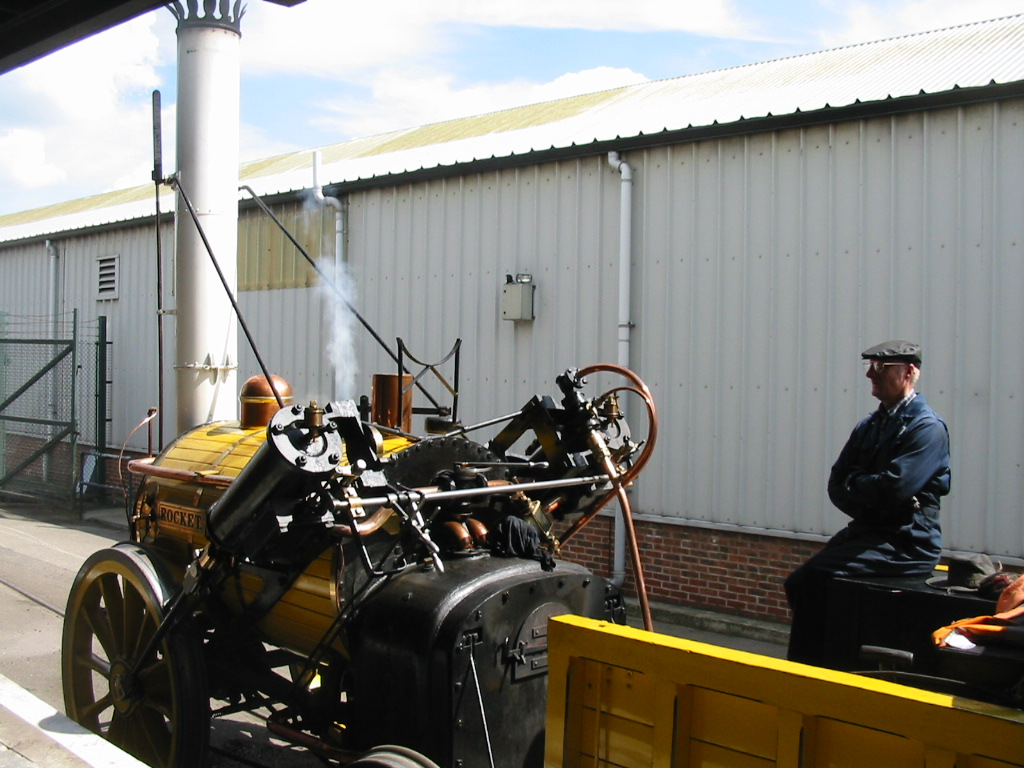
Předváděcí jízda repliky lokomotivy ROCKET
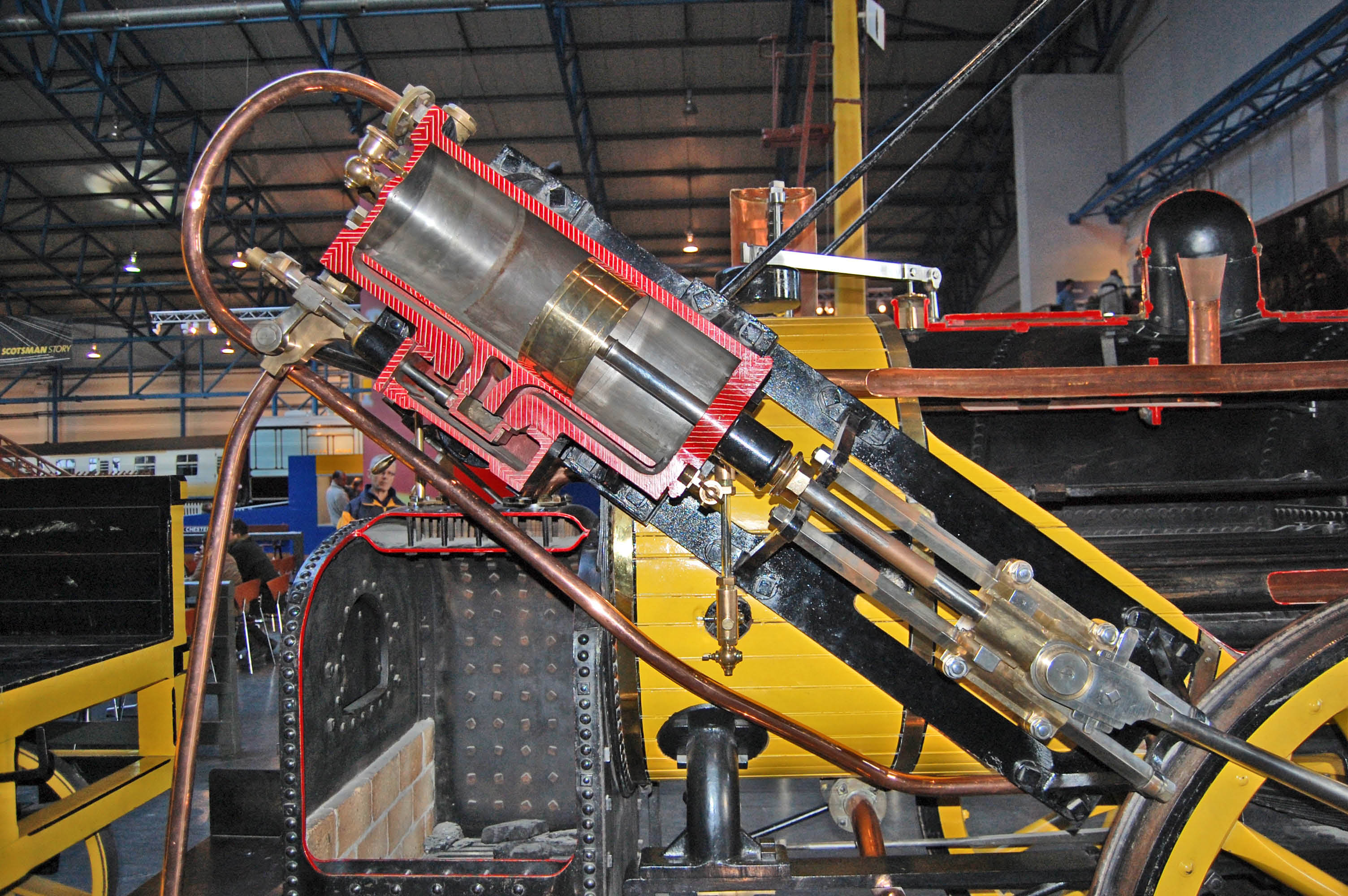
Řez válcem parního stroje lokomotivy ROCKET
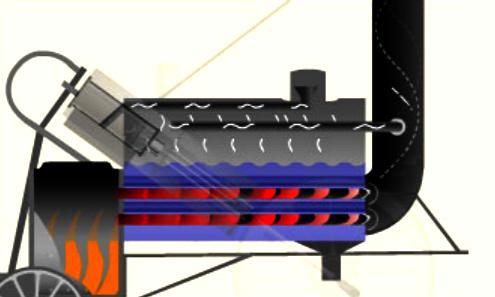
Schema parního kotle ROCKET